# Glossophaga morenoi
Glossophaga morenoi — вид родини листконосові (Phyllostomidae), ссавець ряду лиликоподібні (Vespertilioniformes, seu Chiroptera).

## Середовище проживання
Країни поширення: Мексика. Мешкає від низин до 1500 м  (як правило, нижче 300 м і близько до рівня моря). Живе в колючих чагарниках, сосново-дубових лісах, часто поруч із водою. 

## Звички
Лаштує сідала в печерах, дуплах дерев, водопропускних трубах, колодязях та будівлях.

## Загрози та охорона
Серйозних загроз нема. Зустрічається принаймні, в 5 природозахисних територіях.